# Antoní (escriptor)
Antoní, en llatí Antoninus, fou un escriptor romà d'epigrames i versos iàmbics, amic i contemporani de Plini el Jove. Es conserven algunes cartes d'aquest a Antoní.